# 2022年北京オリンピックのフランス選手団
2022年北京オリンピックのフランス選手団（2022ねんペキンオリンピックのフランスせんしゅだん）は、2022年2月4日から2月20日まで中華人民共和国の北京で開催された2022年北京オリンピックのフランスの選手団。

## メダル
| メダル | 選手名                                                                                          | 競技                   | 種目                   | 日付    |
| ------ | ----------------------------------------------------------------------------------------------- | ---------------------- | ---------------------- | ------- |
| 金     | カンタン・フィヨン・マイエ                                                                      | バイアスロン           | 男子個人20km           | 2月8日  |
| 金     | カンタン・フィヨン・マイエ                                                                      | バイアスロン           | 男子12.5kmパシュート   | 2月13日 |
| 金     | ガブリエラ・パパダキス ギヨーム・シゼロン                                                       | フィギュアスケート     | アイスダンス           | 2月14日 |
| 金     | クレマン・ノエル                                                                                | アルペンスキー         | 男子回転               | 2月16日 |
| 金     | ジュスティーヌ・ブレザーズ＝ブシェ                                                              | バイアスロン           | 女子12.5kmマススタート | 2月18日 |
| 銀     | アナイス・シュバリエ＝ブシェ ジュリア・シモン エミリアン・ジャクラン カンタン・フィヨン・マイエ | バイアスロン           | 混合4x6kmリレー        | 2月5日  |
| 銀     | ヨアン・クラレイ                                                                                | アルペンスキー         | 男子滑降               | 2月7日  |
| 銀     | アナイス・シュバリエ＝ブシェ                                                                    | バイアスロン           | 女子個人15km           | 2月7日  |
| 銀     | テス・ルドゥー                                                                                  | フリースタイルスキー   | 女子ビッグエア         | 2月8日  |
| 銀     | クロエ・トレスプシュ                                                                            | スノーボード           | 女子スノーボードクロス | 2月9日  |
| 銀     | カンタン・フィヨン・マイエ                                                                      | バイアスロン           | 男子10kmスプリント     | 2月12日 |
| 銀     | ファビアン・クロード エミリアン・ジャクラン シモン・デチュー カンタン・フィヨン・マイエ         | バイアスロン           | 男子4x7.5kmリレー      | 2月15日 |
| 銅     | マチュー・フェーブル                                                                            | アルペンスキー         | 男子大回転             | 2月13日 |
| 銅     | リシャール・ジューブ ユゴ・ラパリュー クレマン・パリス モーリス・マニフィカ                     | クロスカントリースキー | 男子4x10kmリレー       | 2月13日 |